# بری کی. شوارتز
بری کی. شوارتز (انگلیسی: Barry K. Schwartz؛ زادهٔ ۲۵ مهٔ ۱۹۴۲) کارآفرین و اهالی کسب‌وکار اهل ایالات متحده آمریکا است، که در سال ۱۹۶۸ با مشارکت کلوین کلاین، شرکت کلوین کلاین را تأسیس کرد.